# Macross 7
Macross 7 ist der Titel einer 49-teiligen japanischen Anime-Fernsehserie zum Macross-Serien- und Filmuniversum sowie den 3 Extraepisoden Macross 7: Encore.
Regisseur der gesamten Science-Fiction-Serie ist Tetsurō Amino. Produzenten der Fernsehserie waren Kaya Ōnishi für Big West und Ryō Iguchi für MBS.
Ihr folgte als Abschluss die OVA Macross Dynamite 7.

## Handlung
Die Serie setzt 35 Jahre nach Kriegsende zwischen Menschen und Zentradi an und zeigt die Ereignisse um den siebten Macross-Konvoi, der auf der Suche nach einer für Menschen bewohnbaren Welt ist, um diese zu kolonisieren. Dabei gerät die Flotte in den Einflussbereich der Protodevlin, welche die spirituelle Energie von Menschen, die sie Spiritia nennen, als Nahrungsquelle entdeckt haben und nun Überfälle auf Macross 7 und den Schwesterkonvoi Macross 5 starten und dabei Letzteren vernichten.
In diesem Konflikt, entdecken Wissenschaftler des Macross-7-Konvois, dass der Schlüssel zur Abwehr des furchteinflößenden Gegners, der bei Abzug des Spiritias eine Horde von dahinvegetierenden Menschen hinterlässt, der Gesang der Band Fire Bomber ist, durch den eine andere Art von Spiritia entsteht, das Anima Spiritia, das den Protodevlin ihre Kraft raubt.

## Charaktere
Nekki Basara
Basara ist der 21-jährige Lead-Sänger und -Gitarrist der Band Fire Bomber, sowie überzeugter Pazifist, dessen großes Vorbild die Sängerin Lynn Minmay ist. Sein feuerroter Valkyrie-Kampfjet ist aufgrund seiner Überzeugung, Gegner selbst in einer heißen Schlacht mit seinem Gesang zu beschwichtigen, nur mit wenigen Waffen ausgestattet. Anstelle der üblichen Bewaffnung besitzt der transformierbare Kampfjet ein Soundsystem, sogenannte „Speaker Pods“, die als Projektile verschossen, die Panzerung gegnerischer Kampfmaschinen durchdringen und seine Musik zu den Gegnern bringen sollen.
Basaras Sidekick ist ein zumeist kaum sprechendes und namentlich nicht erwähntes Mädchen, das ihm immer wieder mit einem Strauß Blumen folgt, aber in der Regel nicht dazu kommt, mit ihrem Idol zu sprechen.
Mylene Flare Jenius
Die junge Mylene stammt aus einer Familie von Militäroffizieren und ist die jüngste von insgesamt sieben Kindern. Ihre Eltern sind ehemalige berühmte Kampfpiloten, die an dem Krieg zwischen den Menschen und den Zentradi nach dem Erstkontakt teilnahmen und Leiter des Macross-7-Konvois: Maximilian und Milia Fallyna Jenius, die bereits am Krieg zwischen Menschen und Zentradi teilnahmen. Wie Basara und ihre Eltern ist auch sie eine überaus talentierte Kampfpilotin, die erst spät versteht, was ihr Bandleader mit seinem Ziel erreichen will. Sie selbst ist als Kind eines Menschen und einer Meltrandi der Schlüssel für den Zugang zu einer antiken Ruine der Protokultur, die für die Erschaffung der Zentradi und Protodeviln verantwortlich waren.
Gamlin Kizaki
Gamlin ist Kampfpilot, der die Akademie der UN Spacys mit jungen Jahren abschloss und nun seinen Dienst in den Verteidigungsstreitkräften des Macross-7-Konvois verrichtet. Zunächst fühlt er sich von Basara und seinem Auftreten provoziert, lässt sich aber vor allem durch Mylene, mit der ihn ihre Mutter Milia verkuppeln will, vom Gegenteil überzeugen und wird schließlich eine Art Freund.

## Produktion und Veröffentlichungen
Die Serie entstand bei Studio Ashi Productions unter der Regie von Tetsuro Amino und nach einem Konzept von Sukehiro Tomita. Als Produzenten fungierten Kaya Ohnishi, Minoru Takanashi und Ryou Iguchi. Das Charakterdesign stammt von Haruhiko Mikimoto und wurde von Kenichirō Katsura für die Animationen bearbeitet. Die künstlerische Leitung lag bei Toshihisa Koyama und die Tonarbeiten leitete Yasunori Honda. Für die Kameraführung war Kazunori Hashimoto verantwortlich. Bei der Produktion wurden einige 3D-Modelle aus der Produktion von Macross Plus wiederverwendet.
Die Fernsehserie wurde mit einer Länge von 49 Episoden vom 16. Oktober 1994 bis zum 24. September 1995 auf dem japanischen Fernsehsender MBS ausgestrahlt. Bei der Veröffentlichung auf VHS und Laserdisc kamen drei Extraepisoden hinzu, die als Macross 7: Encore bezeichnet wurden.
Am 7. Oktober 1995 wurde der Kinofilm Gekijōban Macross 7: Ginga ga Ore o Yonde Iru! veröffentlicht, der zwischen Episode 38 und 39 angesiedelt ist. Macross 7 selber wurde fortgesetzt durch die vierteilige OVA Macross Dynamite 7, die ein Jahr nach den Ereignissen spielt.

### Synchronisation
| Figur               | japanischer Sprecher (Seiyū)                           |
| ------------------- | ------------------------------------------------------ |
| Basara Nekki        | Nobutoshi Hayashi (Dialoge), Yoshiki Fukuyama (Gesang) |
| Gamlin Kizaki       | Takehito Koyasu                                        |
| Mylene Flare Jenius | Tomo Sakurai (Dialoge), Chie Kajiura (Gesang)          |

### Episodenliste
| #  | Erstausstrahlung   | Japanischer Titel      | Transkription/Lesung        |
| -- | ------------------ | ---------------------- | --------------------------- |
| 1  | 16. Oktober 1994   | スピーカーポッド       | Speaker Pod                 |
| 2  | 23. Oktober 1994   | スピリチアレベル       | Spiritia Level              |
| 3  | 30. Oktober 1994   | ファイアースクランブル | Fire Scramble               |
| 4  | 6. November 1994   | バンパイアソルジャー   | Vampire Soldier             |
| 5  | 13. November 1994  | スピリットギャル       | Spirit Gal                  |
| 6  | 20. November 1994  | ファーストコンタクト   | First Contact               |
| 7  | 27. November 1994  | サマーアクシデント     | Summer Accident             |
| 8  | 4. Dezember 1994   | バージンボンバー       | Virgin Bomber               |
| 9  | 11. Dezember 1994  | エンジェルナイト       | Angel Night                 |
| 10 | 18. Dezember 1994  | ディープバラード       | Deep Ballad                 |
| 11 | 25. Dezember 1994  | ミンメイビデオ         | Minmay Video                |
| 12 | 8. Januar 1995     | スピリチアファーム     | Spiritia Farm               |
| 13 | 15. Januar 1995    | フォールドアウト       | Fold Out                    |
| 14 | 22. Januar 1995    | 戦う女市長ミリア       | Tatakau Onna Shichō Milia   |
| 15 | 29. Januar 1995    | 乙女のジェラシー       | Otome no Jealousy           |
| 16 | 5. Februar 1995    | 戦場のオルゴール       | Senjō no Orgel              |
| 17 | 12. Februar 1995   | プリティデビル         | Pretty Devil                |
| 18 | 19. Februar 1995   | おちていく小悪魔       | Ochiteiku Koakuma           |
| 19 | 26. Februar 1995   | 命がけのデート         | Inochigake no Date          |
| 20 | 5. März 1995       | レディースの誘惑       | Ladies no Yūwaku            |
| 21 | 12. März 1995      | あぶないKISS           | Abunai Kiss                 |
| 22 | 19. März 1995      | 熱き炎の男たち         | Netsuki Honō no Otokotachi  |
| 23 | 26. März 1995      | サウンドフォース       | Sound Force                 |
| 24 | 2. April 1995      | メリーゴーランド       | Merry Go Round              |
| 25 | 9. April 1995      | 深夜のデュエット       | Shinya no Duet              |
| 26 | 16. April 1995     | 惑星ラクスの死闘       | Wakusei Rax no Shitō        |
| 27 | 23. April 1995     | 七色の歌エナジー       | Shichishoku no Uta Energy   |
| 28 | 30. April 1995     | サウンド新兵器         | Sound Shinheiki             |
| 29 | 7. Mai 1995        | パパ、ママ愛再び       | Papa, Mama Ai futatabi      |
| 30 | 14. Mai 1995       | 三角関係の公式         | Sankaku Kankei no Kōshiki   |
| 31 | 21. Mai 1995       | 熱愛スキャンダル       | Netsuai Scandal             |
| 32 | 28. Mai 1995       | ジャミングバーズ       | Jamming Birds               |
| 33 | 4. Juni 1995       | 裏切りと少女の涙       | Uragiri to Shōjo no Namida  |
| 34 | 11. Juni 1995      | ギギルが歌った日       | Gigile ga utatta Hi         |
| 35 | 18. Juni 1995      | ふたりだけの夜         | Futari dake no Yoru         |
| 36 | 25. Juni 1995      | 男たちの熱歌           | Otokotachi no Netsuuta      |
| 37 | 2. Juli 1995       | 宇宙遺跡のナゾ?        | Uchū Iseki no Nazo?         |
| 38 | 9. Juli 1995       | 禁断惑星のシビル       | Kindan Wakusei no Sivil     |
| 39 | 16. Juli 1995      | 帰ってきたバサラ       | Kaette kita Basara          |
| 40 | 23. Juli 1995      | 星を越える想い         | Hoshi o koeru Omoi          |
| 41 | 30. Juli 1995      | ミレーヌ大好き!        | Mylene daisuki!             |
| 42 | 6. August 1995     | 決死の捕獲大作戦       | Kesshi no Hokaku Daisakusen |
| 43 | 13. August 1995    | それぞれの別れ         | Sorezore no wakare          |
| 44 | 20. August 1995    | 悪夢の突入作戦         | Akumu no Totsunyū Sakusen   |
| 45 | 27. August 1995    | 野望の第4惑星          | Yobō no Dai-4 Wakusei       |
| 46 | 3. September 1995  | ガムリンの反乱         | Gamlin no Hanran            |
| 47 | 10. September 1995 | バサラ死す             | Basara shisu                |
| 48 | 17. September 1995 | ミレーヌ涙の熱唱       | Mylene Namida no Nesshō     |
| 49 | 24. September 1995 | 銀河に響く歌声         | Ginga ni hibiku Utagoe      |

## Rezeption
Macross 7 ist ein Sequel der vierteiligen OVA Macross Plus und die zweite Fernsehserie nach Chōjiku Yosai Macross. Als Vorläufer der Fernsehserie Macross Frontier tauchen dort eine Vielzahl von Bezügen zu Inhalten dieser Serie auf. Allen voran sei hierbei die fiktive Musikgruppe Fire Bomber genannt, die vor allem durch den ebenso fiktiven Fan Ozma Lee gespielt wird. Die entsprechend verwendeten Musikstücke werden in den Abspannen der jeweiligen Episoden mit dem Namen der fiktiven Band als Interpret angegeben.
Mit Macross 7 – Trash erschien im japanischen Manga-Magazin Shōnen Ace ein Ableger, in dem andere Charaktere die Hauptrolle spielen.